# Neoguraleus sandersonae
Neoguraleus sandersonae är en snäckart som först beskrevs av Bucknill 1927.  Neoguraleus sandersonae ingår i släktet Neoguraleus och familjen kägelsnäckor. Inga underarter finns listade i Catalogue of Life.